# Gotse Delchev
Georgi Nikolov Delchev (Bulgaria/Macedonia: Георги/Ѓорѓи Николов Делчев, còn được biét đến với tên khác là Gotse Delchev, còn được viết là Goce Delčev, Kirin: Гоце Делчев, chữ cổ Bulgaria: Гоце Дѣлчевъ; (4 tháng 2 năm 1872 – 4 tháng 5 năm 1903) là một nhà cách mạng quan trọng tại xứ Macedonia và Thracia thuộc Đế quốc Ottoman khoảng cuối thế kỷ 19, đầu thế kỷ 20. Ông là nhà lãnh đạo của Tổ chức Cách mạng Nội Macedonia (IMRO) hoạt động ở các vùng lãnh thổ của Ottoman tại Balkan.

## Di tích tưởng niệm

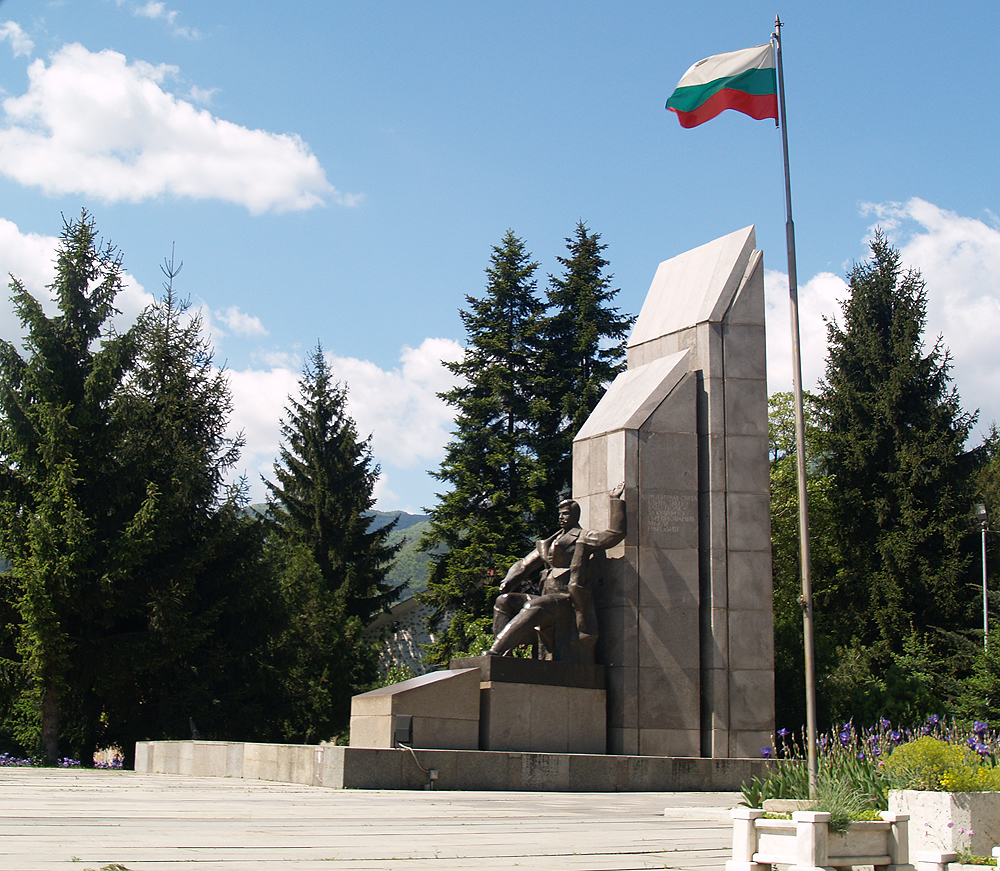
Đài tưởng niệm ở Gotse Delchev, Bulgaria.
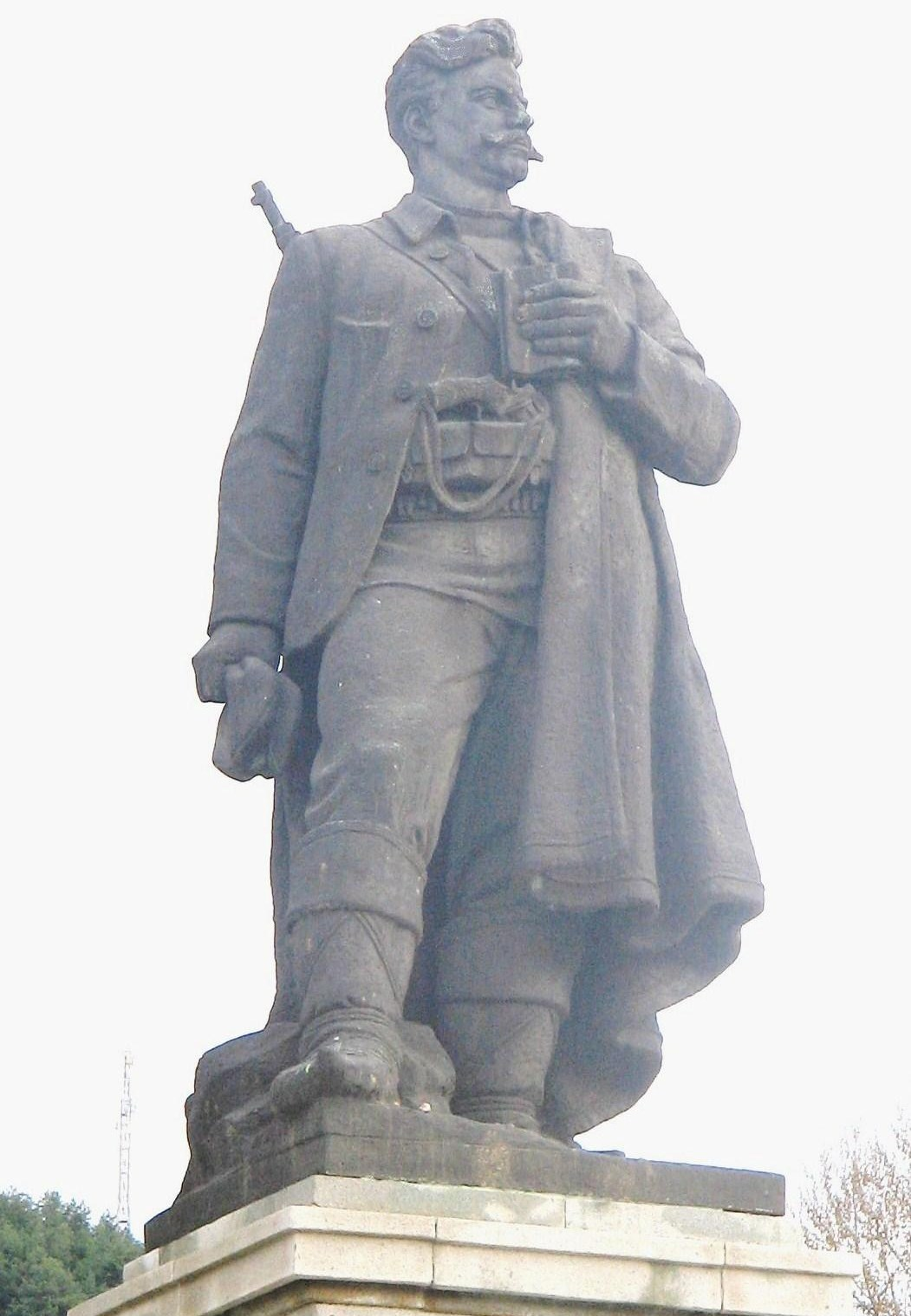
Đài tưởng niệm ở Blagoevgrad, Bulgaria.
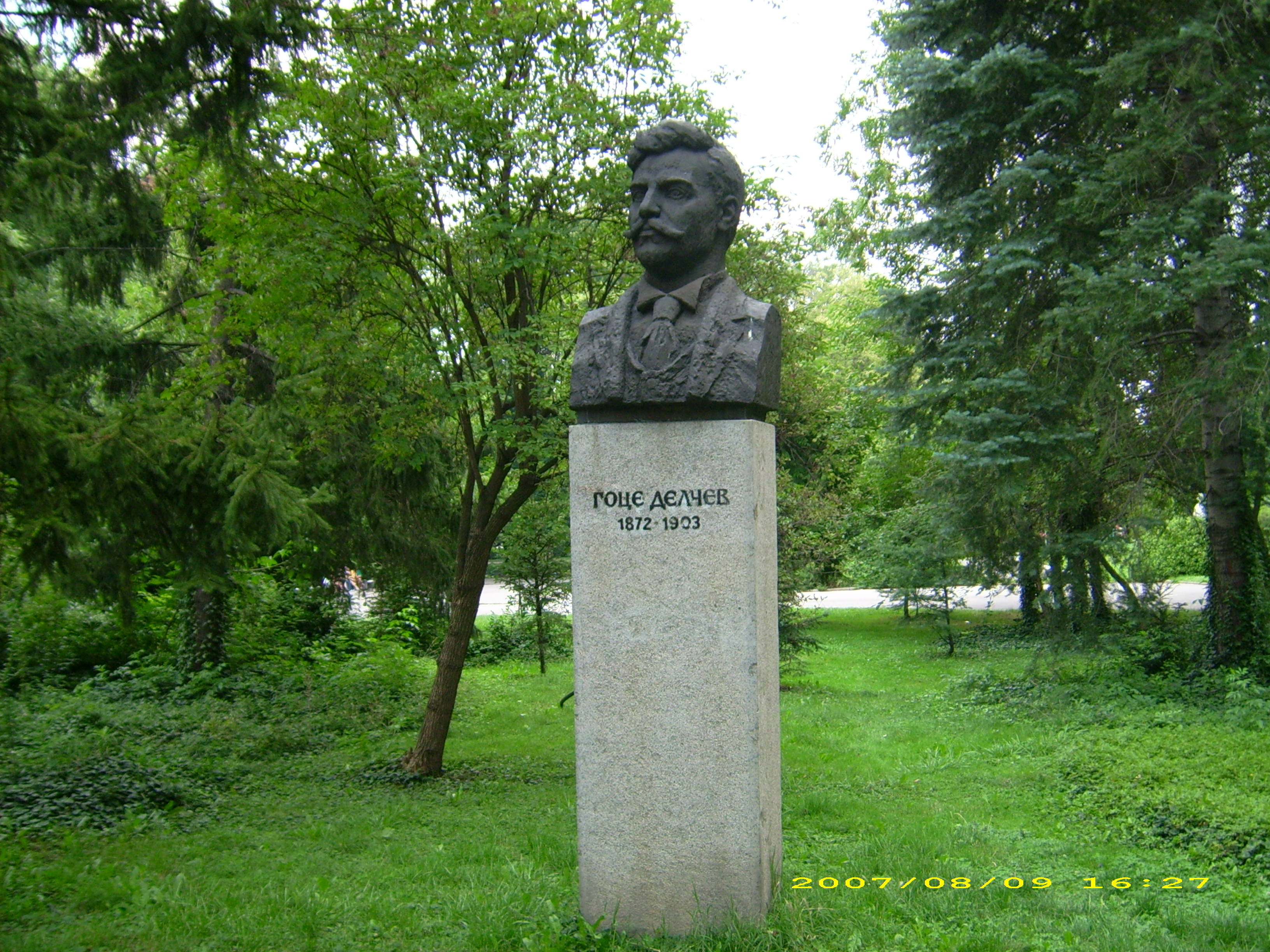
Tượng bán thân ở Sofia, Bulgaria.
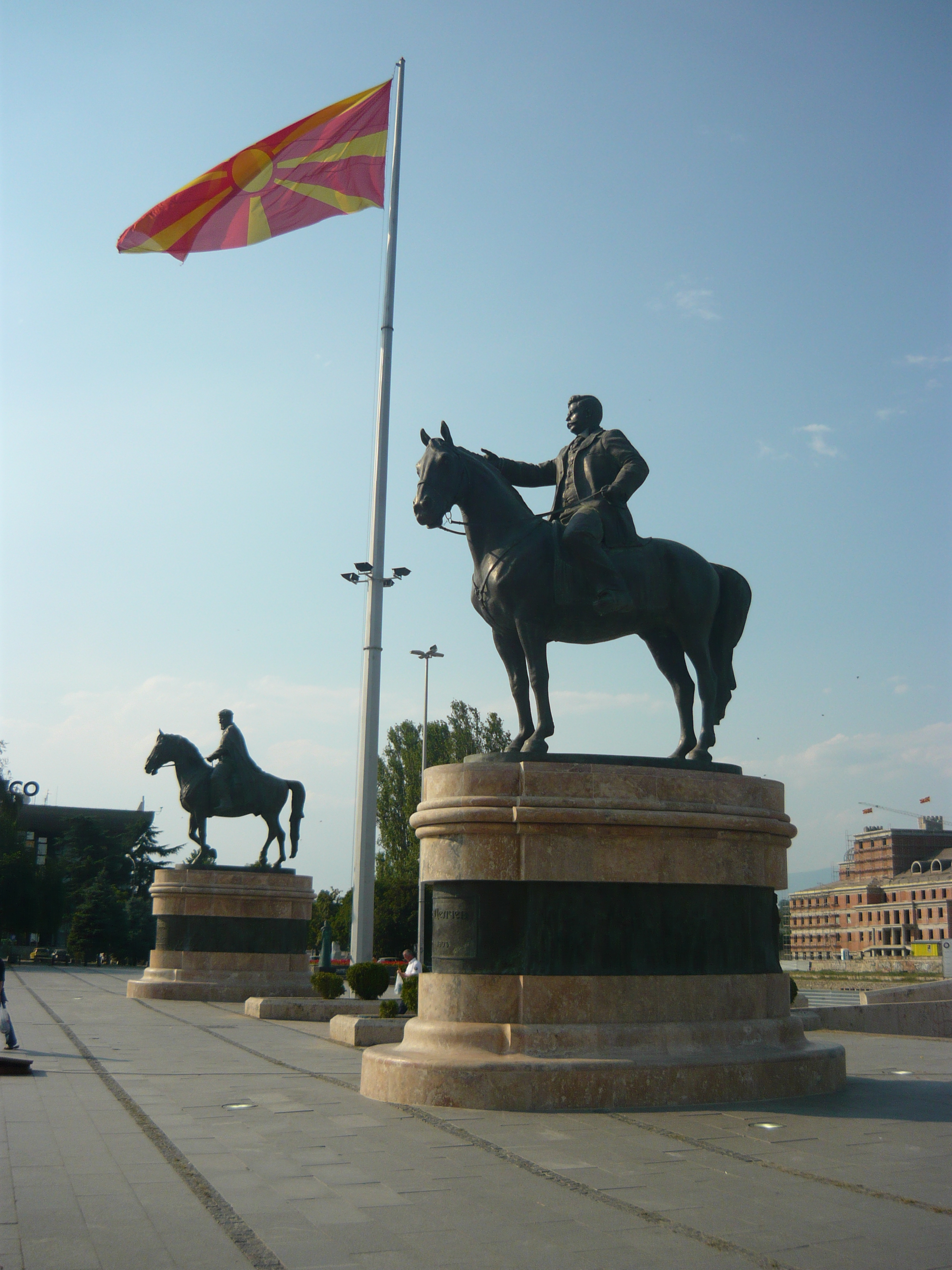
Tượng Goce Delchev và Dame Gruev ở Skopje, Macedonia.
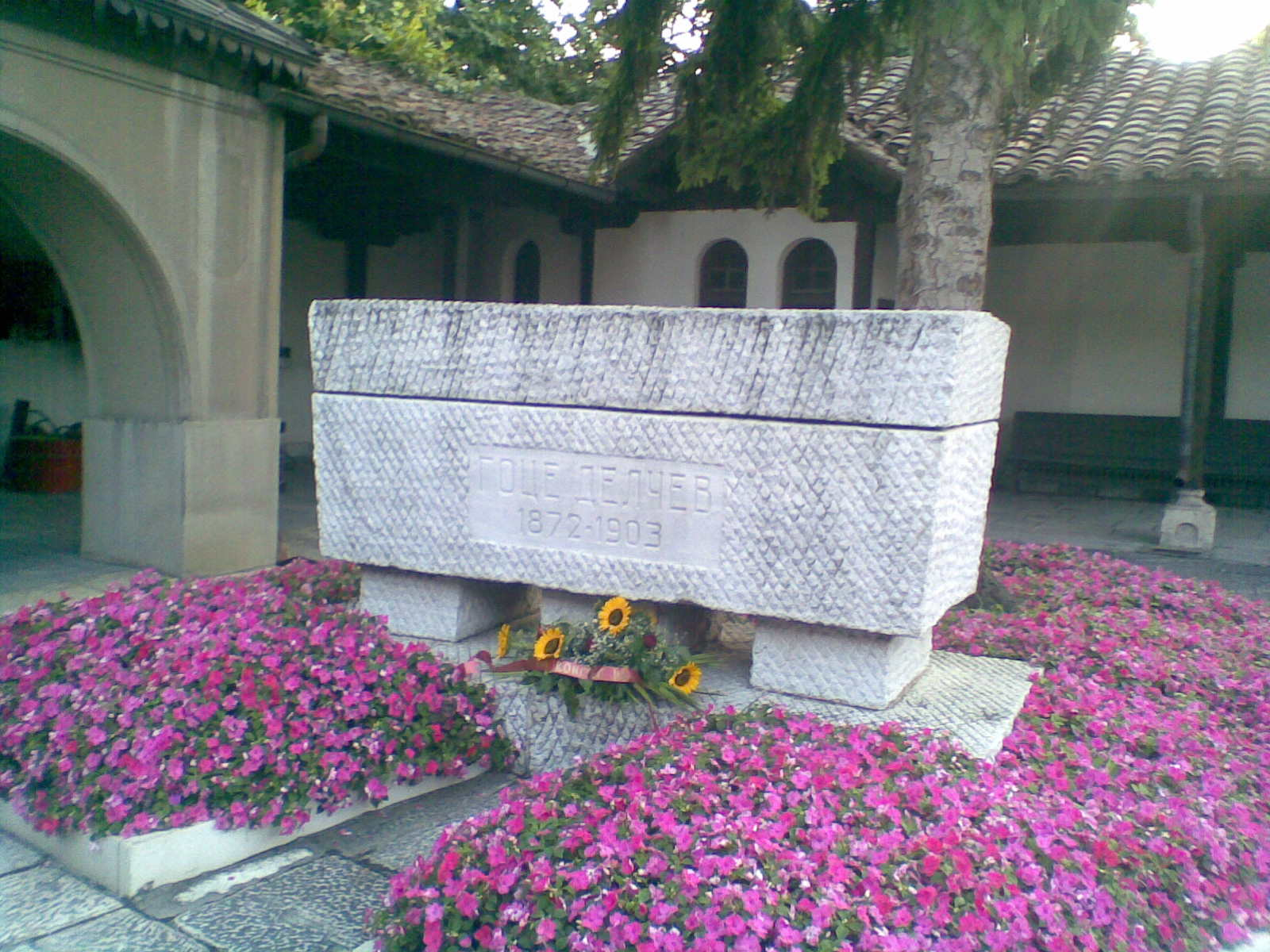
Mộ Gotse Delchev ở nhà thờ Sv. Spas ở Skopje, Macedonia